# Pierre Jaillard Bressan
Pierre Jaillard Bressan /pjɛʁ ʒaˈjaʁ bʁɛˈsɑ̃/, conosciuto anche come Peter Bressan, (Bourg-en-Bresse, 27 maggio 1663 – Tournai, 21 aprile 1731) è stato un costruttore di strumenti a fiato francese.

## Vita
Era il terzo dei cinque figli di Claude e Phillibert (nata Mercier) Bressan. Nel 1667 suo padre e suo nonno morirono e i bambini furono affidati alla custodia di Philibert Cavasod, che fu responsabile della loro istruzione e probabilmente li fece studiare al Collège di Bourg-en-Bresse.
Dal 13 maggio 1678 iniziò un apprendistato di due anni presso il maestro tornitore Jean Bossier a Bourg-en-Bresse. Non è noto in che misura Bossier fosse versato nell'arte della costruzione degli strumenti a fiato.
Il 29 dicembre 1679 morì Jeanne Cattin Bressan, nonna di Pierre e fino a quel momento la persona a lui più vicina.
Dopo l'apprendistato non abbiamo notizie di lui per 10 anni, finché non riappare a Londra nel 1690. Sotto il nome Brezong/Brazong viene registrato come uno dei cinque oboisti che accompagnano il viaggio di Guglielmo III nei Paesi Bassi.
Nel 1706 sposò Mary Margaret Mignon con cui ebbe dieci figli, dei quali solo quattro raggiunsero l'età adulta. Vissero a Somerset House, di proprietà del padre di lei, Claude Mignon; alla morte di questi, Pierre ne fu nominato erede e continuò a viverci frequentando un ambiente francese cattolico.
Il 21 aprile 1731 morì, già debilitato da una malattia, durante un viaggio nei Paesi Bassi.

## Vocazione
Si ritiene che Bressan si sia formato insieme a Jean Jacques Rippert presso membri della famiglia Hotteterre a Parigi.
A Londra fu attivo come costruttore di strumenti e commerciante di musica: partecipò alla pubblicazione delle sonate per violino di Pietro Castrucci (1718) e delle sonate per flauto di Francesco Barsanti (1728) e finanziò il Recueil d'airs François (1723) di Jean-Claude Gillier e l'Hymn of Adam and Eve (1728) di Johann Ernst Galliard.
Nel 1729, insieme ad altre 29 persone, sottopose al re un'istanza in cui chiedeva la naturalizzazione. Un anno dopo, con l'ottenimento della Letter of Denization, ebbe accesso al diritto di possedere terreni e di acquistare merci.
Nel periodo fra il 1692 e il 1695 appare negli articoli del Talbot Manuscript. Nella rivista viene associato all'oboe francese, all'oboe tenore, alla flûte d'Allemagne (flauto traverso) e il flauto dolce basso. Nell'annuncio della sua morte il 6 maggio 1631 era ricordato come "that celebratet artist in making flutes" (quel celebrato artista nella produzione di flauti).
Un inventario del suo lascito attesta che Bressan costruiva ogni tipo di strumento a fiato corrente all'epoca. Inoltre, 76 fra quadri, stampe, ritratti e busti testimoniano la sua passione per le arti figurative, celebrata durante tutta la sua vita con una serie di esposizioni allestite nella sua casa.

## Attività

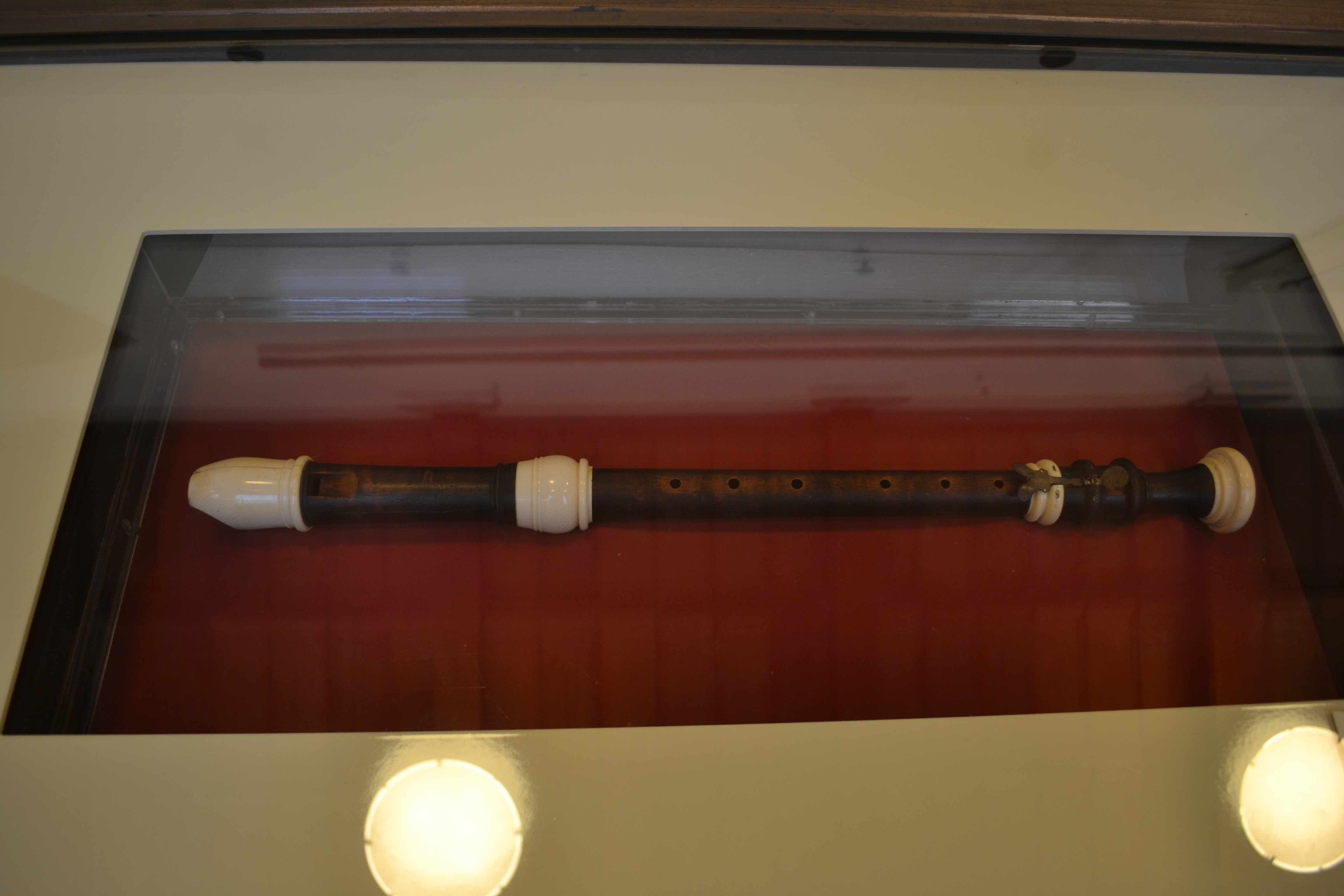
Flauto dolce tenore conservato nel Museo degli strumenti musicali del Castello Sforzesco di Milano, prodotto a Londra fra il 1688 e il 1730.

Oggi sono conservati tre flauti traversi e 48 flauti dolci realizzati dal laboratorio di Bressan. Il costruttore di strumenti a fiato olandese Jan Bouterse ha analizzato le caratteristiche sonore di alcuni strumenti conservati e ha concluso che non si può arrivare a nessun risultato chiaro. Fra gli esperti è però diffusa l'opinione che gli strumenti di Bressan si distinguano per il timbro pieno del registro inferiore e la dolcezza dei registri superiori.